# Annerstads distrikt
Annerstads distrikt är ett distrikt i Ljungby kommun och Kronobergs län. Distriktet ligger omkring Annerstad i västra Småland. 

## Tidigare administrativ tillhörighet
Distriktet inrättades 2016 och utgörs av socknen Annerstad i Ljungby kommun.
Området motsvarar den omfattning Annerstads församling hade 1999/2000.

## Tätorter och småorter
I Annerstads distrikt finns två småorter men inga tätorter. 

### Småorter
- Byholma och Grimshult
- Skeen